# Бріжіт Бардо
Бріжи́т Анн-Марі́ Бардо́ (фр. Brigitte Anne-Marie Bardot, скорочено: В. В. (Бебе́); нар. 28 вересня 1934, Париж, Франція) — французька кіноартистка, фотомодель, співачка, танцюристка, автобіографістка. Секс-символ 1950-60-х, з початку 1970-х — активістка руху за права тварин, засновниця й голова фонду захисту тварин «Fondation Brigitte Bardot». Упродовж 21-річної кар'єри зіграла у 48 фільмах, виступила у численних музичних програмах і записала 80 пісень; номінантка премії Британської кіноакадемії за фільм «Віва Марія!». Найбільшого успіху досягла у жанрі романтичної комедії. Найвизначнішими її фільмами вважаються драми «І Бог створив жінку», «Істина» і «Зневага».
У повоєнній консервативній Франції Бардо стала символом емансипації, сексуальної свободи, вільнодумства й бунтарства. Її називають провісницею жіночого руху у Франції, хоча сама акторка не брала в ньому участі. Однією з перших вона з'явилася оголеною на екрані та значно сприяла лібералізації кінематографа. 1970 року Бардо першою була обрана моделлю для погруддя Маріанни, офіційного символу Франції. Значно вплинула на моду та сексуальне розкріпачення жінок.
Завершивши кінокар'єру 1973 року, Бардо присвятила себе боротьбі за права тварин. Домоглася заборони торгівлі хутром морських котиків у багатьох країнах світу, заміни забивання худоби у Франції без оглушення — електрошоковими пістолетами. Фігурантка численних судових справ, авторка відкритих листів та звернень до керівників держав і знаменитостей із питань жорстокого поводження з тваринами, вегетаріанка впродовж 40 років. У 1990-х почала виступати з критикою мусульман Франції за ритуальні вбивства тварин та проти імміграції. За свою діяльність як у кіно, так і у захисті наражалася на критику, нападки, погрози.

## Ранні роки
Народилася 28 вересня 1934 року в заможній родині у 16-му окрузі Парижа, відомому своїм консерватизмом. Її батьки одружилися у серпні 1933 року. Мати, Анн-Марі Мюсель на прізвисько Тоті́, народилася в Парижі в 1912 році, a виросла в Мілані. Батько, Луї Бардо на прізвисько Пілу́, також народився в Парижі, у 1896 році. Інженер за освітою, він зі власним батьком Шарлем працював у сімейній фірмі «Шарль Бардо і К°», що виробляла ацетилен і стиснене повітря. Захоплювався поезією, випустив збірку віршів, за які отримав Вокеленівську премію Французької академії слова. Брав участь у Першій світовій війні, відзначений орденом Почесного легіону.
Бріжит виховувалася у суворих релігійних традиціях. Разом із молодшою сестрою Марі-Жанн (Міжану́) відвідувала католицьку школу. У неї змінилося кілька няньок і гувернанток, завдяки одній з яких, італійці за походженням, вивчила італійську. В дитинстві Бріжит не вважалася вродливою: страждала від алергічного висипу й зизоокості, носила спеціальні окуляри та пластинку на зубах — і протягом довгих років соромилася своєї зовнішності.
Мати, яка навчалася балету в юності, намагалася прищепити донькам любов до музики й танців. З 7 років Бріжит навчалася разом із сестрою в танцкласі Марселя Бурґа, колишньої зірки «Гранд Опера». Ці заняття допомогли їй подолати сором'язливість і надали впевненості. Міжану виявила більшу схильність до точних наук — і покинула танці. Натомість Бріжит, котра не була здібною ученицею у школі, але володіла природною пластикою і грацією, вирішила зосередитися на балетній кар'єрі.

## Балетна кар'єра

Юна Бардо у балетному класі хореографа Бориса Князєва, кінець 1940-х

1947 року Бардо склала вступний іспит до Національної академії танцю і пройшла жорсткий добір попри обмежену кількість місць. Протягом 3-х років вона відвідувала балетний клас хореографів Жанни Шварц і Бориса Князєва. З нею навчалася Леслі Карон, яка теж стала відомою акторкою. За спогадами однокурсниць, Бардо була граційною і гнучкою, але також повільною, не дуже сильною й недостатньо працьовитою. На думку Леслі Карон, вона могла б стати першокласною балериною, якби старанніше ставилася до занять. Князєв був талановитим педагогом, але й бив учнів батогами, і часто Бріжит — більше за всіх. Але у цій школі Бардо навчилася граційно рухатися, розвинула статуру та виробила свою знамениту ходу.
На початку сезону 1948 року Леслі Карон і кілька інших однокласниць Бардо одержали запрошення до «Балету на Єлисейських полях». Бріжит спостерігала із-за лаштунків, як працює трупа, таким чином переймаючи майстерність. Один з театральних режисерів, Жан Робей, добре запам'ятав Бардо: «Пам'ятаю, їй тоді було років 13-14. Вона нагадувала мені стеблинку, висока й така худенька, аж ніяк не красуня й вельми сором'язлива. Вона боялася навіть слово вимовити». Бардо так і не отримала запрошення на постійну участь у балетній трупі, яка наступного року виїхала з гастролями до Єгипту. Трохи пізніше друг батьків Бардо, Крістіан Фуа, провідний танцюрист «Балету на Єлисейських полях», запросив її поїхати з їхньою трупою на гастролі до Фужеру і Ренна. Так Бардо вперше виступила з професійною балетною трупою. Повернувшись у Париж, вона продовжила навчання у Князєва, але танці вже вважала не надто серйозним заняттям.

#### Зйомки вElleі перші кінопроби
1948 року мати Бардо вирішила відкрити бутик модного одягу. Наприкінці січня 1949 року вона разом із дизайнером нового покоління влаштувала спільний показ моделей, взявши за основу балетну тему, а як модель задіяла Бріжит. Знайома матері, головна редакторка журналу Jardin des Modes («Сад моди»), дізналася, що дівчина брала участь у показі мод, і зателефонувала із пропозицією сфотографуватися для спецвипуску їхнього журналу. Вона запевнила батьків, що це не «за гроші», що журналу їхня донька потрібна як «дівчина із суспільства», а не як модель. Бріжит вподобала ідею, і 22 березня 1949 року знімки були опубліковані. Цей номер побачила Елен Лазареф, фундаторка й редакторка журналу «Elle», і через подругу матері запропонувала Бріжит знятися для обкладинки травневого числа. Батьки дозволили це неохоче — за умовою, що ім'я доньки не фігуруватиме в підписах до фотографій.
Через рік Бардо знову знялася для «Elle», у спецвипуску від 8 травня 1950 року. Номер цього журналу побачив Роже Вадим, помічник режисера Марка Аллеґре. Він показав фотографії Бардо Аллеґре і той запросив її на проби до свого фільму «Лаври зірвані».
Батьки Бардо були проти її участі у пробах на роль — вони вважали кіно вульгарним, а акторську професію — непристойною. Дід Бардо, Бум, переконав їх дати Бріжит шанс. Мати особисто зустрілася з режисером, а на проби послала разом із Бріжит її двоюрідного брата Клода. На пробах був присутній Вадим, який взяв опіку над збентеженою Бардо й допоміг їй підготуватися. У результаті вона одержала роль, однак фільм не стали знімати. Незважаючи на невдачу, Бардо була приємно здивована, що з багатьох претенденток вибрали саме її — і замислилася про акторську кар'єру.
Знайомство з Вадимом вплинуло на подальше життя й кар'єру Бардо. Вони сильно вразили одне одного, і скоро між ними почався роман. Батьки були категорично проти зустрічей Бардо з «богемним типом» без постійної роботи. Вони побоювались його «згубного» впливу на юну доньку й всіляко намагалися перешкоджати їхнім відносинам. Бріжит тим часом заявила про своє бажання негайно одружитися з Вадимом. Вона почала прогулювати школу й таємно зустрічатися з ним. Коли про це довідався батько, він вирішив вислати її навчатися до Англії аж до повноліття. Увечері, за день до її передбачуваного від'їзду, батьки із сестрою пішли до театру, і в їхню відсутність Бріжит здійснила спробу самогубства, отруївшись газом на кухні. Повернувшись додому завчасно, батьки знайшли її непритомною. Одужавши, вона переконала батька не відсилати її до Англії. Було вирішено, що Бріжит не вийде заміж до 18-річчя.

## Акторська кар'єра

Другий фільм і перша головна роль Бардо — «Маніна, дівчина без вуалі» (1952)

За запрошенням іншого друга родини у квітні 1952 Бардо вирушила виступати в складі трупи під час 15-денного круїзу на борту лайнера «Адмірал де Грасс».
Повернувшись до Парижу, Бріжит знову знялася для «ELLE», про неї почали говорити в пресі, і вона стала отримувати запрошення на зйомки у фільмах. Її імпресаріо став товариш батьків — Моріс Вернан. Він підшукав для неї роль у комедії Жана Боє «Нормандська діра». Головною причиною, через яку Бардо погодилася на участь у фільмі, було бажання заробити грошей. Свої перші зйомки, які тривали три місяці, Бардо назвала «пеклом». Не маючи жодного акторського досвіду, вона почувала себе неспритною й безпомічною поруч із досвідченими акторами, а «грубі асистенти, негідники-продюсери й огидні гримери» створювали додатковий стрес. Закінчивши роботу й повернувшись до Парижу, вона вирішила покінчити з кіно. Але незабаром, завдяки Вадиму, одержала пропозицію зіграти головну роль у картині «Маніна, дівчина без вуалі», її привабив розмір гонорару. Зйомки відбувалися в Ніцці, і Бардо була у відкритому купальнику протягом більшої частини фільму. Через це клерикали засудили фільм, а обурений Пілу зажадав юридичної експертизи з метою вилучити з фільму кадри, які чорнять репутацію його доньки.
Після «Маніни» Бардо знялася в епізодичній ролі подруги нареченої у фільмі Даніеля Желена «Довгі зуби», який був другом Вадима.
Роже Вадим вже мав постійну роботу журналіста в газеті «Парі Матч» і, коли Бардо виповнилося 18, попросив її руки. Весілля відбулося 19—20 грудня 1952 року.
Відгуки критики про перші дві ролі Бардо у фільмах були вкрай негативними, і вона вважала, що в кіно для неї немає майбутнього. Тим часом Вадим познайомив її з Ольгою Горстіг-Прімуц, яка стала її агенткою та близькою подругою на довгі роки. Ольга взялася підшукати Бріжит роботу, тоді як Вадим взяв на себе роль її прес-агента. Завдяки їхнім старанням Бардо найближчим часом виконала дрібні ролі у кількох фільмах: англомовному «Акт любові» Анатоля Літвака за участю Кірка Дугласа, «Портрет його батька», «Таємниці Версаля», «Ніч кохання», «Син Кароліни Шері». Вона також епізодично зіграла у фільмі «Олена Троянська», що знімався американською кінокомпанією Warner Brothers в Італії. Практично не знаючи англійської, Бардо автоматично зубрила діалоги, однак вимовляла свої слова досить впевнено. Представники студії помітили старлетку й запропонували їй контракт на 7 років, однак вона відмовилася й замість цього прийняла пропозицію зіграти у фільмі «Майбутні зірки» з Жаном Маре. На той час це була її найбільша роль. Бардо уперше працювала разом з чоловіком, який був автором сценарію, і режисером Марком Аллеґре. Вадим зауважив, що Бардо нарешті навчилася триматися перед камерою, і з неї може вийти кінозірка, якщо все й далі піде так само гладко. Вони ґрунтовно проробили сценарій, щоб її репліки відповідали задуманому образові.

### Перші успіхи
Зльоту кар'єри Бріжит Бардо сприяло відвідання нею разом з Вадимом Каннського кінофестивалю в квітні 1953 року. З'явившись на місцевому пляжі в бікіні і на американському авіаносці перед 3500 моряками, вона затьмарила присутніх кінозірок і привернула до себе увагу репортерів.
За наполяганням Ольги Горстіг-Прімуц Бардо записалася на курси акторської майстерності Рене Симона, але незабаром їх полишила, вважаючи, що досвід — найкращий учитель. Восени 1953 року вперше й востаннє з'явилася на паризькій театральній сцені — у п'єсі Жана Ануя «Запрошення до замку».
Навесні 1953 року американська студія «Юніверсал» запропонувала Бардо контракт, який вона також відхилила. Причинами небажання працювати в США були нелюбов до авіаперельотів, недостатнє знання англійської мови й осторога перед голлівудськими «кіношниками», які, на її думку, «зжерли б її живцем». Проте Бардо прийняла пропозицію англійців і знялася в легкій комедії «Доктор на морі» в ролі співачки Елен. Фільм запам'ятався коротким комічним епізодом у душі, де Бардо знялася повністю оголеною. Вважається, що ця досить смілива для тих часів сцена була першою оголеною сценою в історії англійського звукового кіно. Робота Бардо отримала сприятливі відгуки і її вперше назвали «секс-кицькою» та «ковтком свіжого повітря».
Повернувшись до Франції, вона розпочала роботу в кінодрамі «Світло в обличчя». Продюсерка фільму, Кристина Гуз-Реналь, стала її наставницею й подругою.
Надалі Бардо знялася у фільмах «Великі маневри» (з Мішель Морган і Жераром Філіпом), «Це прокляте дівчисько» (за сценарієм Вадима), італійському фільмі «Мій син Нерон» і виконала головну роль у комедії «Відриваючи пелюстки маргаритки» (відомій також під назвою «Мадемуазель Стриптиз»), сценарій для якого також написав Роже Вадим. Ці картини мали успіх і закріпили за нею статус головного секс-символу Франції. Поки акторська репутація Бардо продовжувала міцніти, Вадим постачав журналістам усілякі «сенсаційні» історії про дружину — наприклад, заявив, що «для неї оголеність — це приблизно те ж саме, що посмішка або квітка». Він також підкреслював, що у фільмах Бардо не грає, а завжди залишається собою.

### «І Бог створив жінку»
До 1956 року Роже Вадим виносив ідею зняти Бріжит Бардо у власному фільмі, який би розкрив її «природну неприкриту сексуальність» і чуттєвість, розсунув би жорсткі рамки моральних засад і зробив революцію у світі кіно та за його межами. На його думку «на той час публіка вже дозріла сприйняти щось монументальне за своєю значимістю». Разом із продюсером Раулем Леві Вадим зняв свій перший фільм, «І Бог створив жінку» (1956). Бардо втілила головну героїню, зухвалу й сексуально розкріпачену Жюльєт Арді в любовному трикутнику з трьома чоловіками. Вадим сказав, що через персонажку хотів відтворити атмосферу тогочасної епохи: «Жюльєт — це дівчина свого часу, вільна від почуття провини, усіх табу, які насаджує суспільство, чия сексуальність нічим не обмежена. У довоєнних фільмах і літературі таких жінок прирівнювали до повій. У цьому ж фільмі це дуже молода дівчина, великодушна й щедра, трохи неврівноважена й невловима, у якої немає іншого виправдання, крім своєї великодушності». В Європі фільм шокував аудиторію відвертими для того часу сценами, одержав негативні відгуки критики і був засуджений католицькою церквою за провокаційну поведінку героїні, а також за сцени, в яких акторка з'являється оголеною і танцює на столі. У США фільм теж викликав чимало контраверсії: подібна відвертість не була властива голлівудським фільмам тих часів. Але з комерційного боку фільм був надзвичайно успішним — касові збори склали 4 мільйони доларів, і Бардо здобула безпрецедентну для неангломовної акторки популярність у США. Історики вважають, що фільм значно сприяв лібералізації кінематографу й став провісником сексуальної революції 1960-х. Завдяки величезному успіхові у США фільм був повторно випущений у Європі й інших частинах світу, що сприяло всесвітній популярності Бардо й початку «бардоманії». Відтоді її життя й діяльність постійно були в центрі уваги світової преси. Бардо не була готова до такої популярності й галасу — це викликало в неї здивування, бо вона ніколи не вважала себе ані талановитою акторкою, ані красунею.
Бардо почала отримувати численні пропозиції від кіностудій Голлівуду, деякі з яких сягали 250 тисяч доларів (що нині відповідає 2—3 мільйонам), однак, як і раніше, вона відмовлялася працювати за океаном.
Під час зйомок фільму «І Бог створив жінку» у Бардо почався роман із Жаном-Луї Трентіньяном, і незабаром її шлюб із Вадимом розпався. Попри це, вони залишилися близькими друзями й у майбутньому неодноразово співпрацювали.

### Кінець 1950-х
Після скандального успіху фільму «І Бог створив жінку» Бардо з образу зухвалої спокусниці повернулася до амплуа інженю в комедіях «Наречена занадто вродлива» і «Парижанка» (1957), а також у трагедійній драмі Вадима «Ювеліри місячного світла» (1958). У картині «У випадку нещастя» (1958), екранізації роману Жоржа Сіменона, її партнером став прославлений Жан Габен. Героїня Бардо, юна злочинниця, заводить роман із літнім адвокатом, який виправдав її в суді. Фільм особливо відомий провокаційною сценою, в якій її героїня, не маючи грошей на адвоката, пропонує йому себе. Бардо й Габен добре спрацювалися, і фільм вийшов вдалим.
Наприкінці 1957 року Бардо виступила в різдвяній музичній програмі з музикантом Жильбером Беко. Через рік вона знову підготувала різдвяне телешоу — разом із провідним танцюристом «Опера» Мішелем Рено виконала па-де-де із балету «Сільвія» Лео Деліба.
Рауль Леві з Вадимом планували зйомки англомовного фільму «Нічний Париж» за участю Бардо й Френка Сінатри, але ці плани не здійснилися — Бардо не бажала зніматися в США, а Сінатра відмовився їхати до Парижу.
Наступними фільмами Бардо стали любовна драма «Жінка й блазень» (1959), де вона втілила палку танцюристку фламенко, і воєнна комедія Крістіана Жака «Бабетта йде на війну» (1959). Картина була вдалою й номінувалася на головний приз Московського кінофестивалю. Це перший фільм за участю Бардо, офіційно показаний у СРСР. Під час роботи над «Бабеттою» Бардо почала стосунки з партнером у фільмі Жаком Шар'є, і в червні 1959 року одружилася з ним (шлюб протривав до 1962 року).
У комедії з елементами детективу «Потанцюєте зі мною?» Бардо знову отримала нагоду продемонструвати талант танцюристки. Її партнером був Анрі Відаль, який раніше грав із нею у «Парижанці». На момент зйомок Бардо була вагітна, і останні сцени з нею знімалися тільки великим планом. Екранна пара Відаль-Бардо була настільки вдалою, що режисер Мішель Буарон задумав зняти ще кілька фільмів за їхньою участю. Однак ще до прем'єри «Потанцюєте зі мною?» Відаль несподівано помер від серцевого нападу.

### 1960-ті
У 1960-х роках Бріжит Бардо знялася в 16 картинах.
Після народження сина в січні 1960 року Бардо працювала з майстром трилерів Анрі-Жоржем Клузо над трагедійною драмою «Істина». Фільм здобув нагороди різних кінофестивалів, а Бардо була визнана найкращою акторкою в кількох країнах. Критики називають цей фільм одним із найважливіших у кар'єрі Бардо, а виконану нею роль — однією із її найкращих робіт як драматичної акторки.
У 1961 році Бардо була зайнята зйомками комедії «Наречена на шиї», режисер якої в ході зйомок був звільнений, і картину доопрацьовував Вадим. Того ж року Бардо вперше працювала в парі з Аленом Делоном у епізоді фільму «Знамениті любовні історії». Вона не була задоволена партнером, якого вважала «холодним і самозакоханим». Згодом вона змінила думку про Делона.
У 1962 році Бардо взяла участь в картині «Приватне життя» разом з Марчелло Мастроянні. Фільм про молоду кінозірку під пресом слави був свого роду біографією Бардо — деякі події фільму було запозичено з її життя.
У цьому ж році Бардо знялася в парі з Робером Оссейном у картині Вадима «Відпочинок воїна», не будучи задоволена ані фільмом, ані своєю грою. На той час Бардо вже втомилася від популярності й постійного галасу навколо себе і вирішила, що «Відпочинок воїна» стане її останнім фільмом. Але, одержавши пропозицію від Жана-Люка Годара знятися в драматичній стрічці «Зневага», не змогла відмовити. Героїню Бардо звали Камілла Жаваль, і надалі виникла помилкова думка, що це справжнє ім'я акторки. Інші головні ролі виконали Мішель Пікколі й Джек Пеланс. Цей фільм уважається сьогодні класикою нової хвилі, і критики називають його найкращим фільмом Бардо. Однак відразу після виходу фільм був неоднозначно сприйнятий критикою і мав слабкий успіх у авдиторії. На той час статус найпопулярнішої європейської акторки вже перейшов до Софі Лорен.
У 1964 році Бардо зіграла в комедії «Чарівна ідіотка» з Ентоні Перкінсом, і в парі з Жанною Моро виконала головну роль у пригодницькому фільмі «Віва Марія!». Зйомки відбувалися в Мексиці. За цю роль Бардо була номінована на премію Британської кіноакадемії. Для реклами фільму вона вперше погодилася поїхати до США. Але по-справжньому пізнати країну їй не вдалося — її візит викликав неймовірний ажіотаж і наплив репортерів, і весь вільний час вона була змушена провести в номерах готелів.
У 1965 році вийшла голлівудська сімейна комедія «Дорога Бріжит» з Джиммі Стюартом у головній ролі й з Бардо у невеликій камео. Це була її перша голлівудська робота, хоча сцену за її участю знімали у Франції.
У 1966-у Бардо з'явилася в епізодичних ролях у фільмах «Чоловіче, жіноче» і «Марі Солей».
У 1967 році виконала головну роль у драмі «Із радісним серцем» — історії про жінку, що розривається між літнім чоловіком і молодим коханцем. Критика не залишила від фільму «каменя на камені».
Наступного року Бардо зіграла картярку Джузепіну в епізоді «Вільям Вільсон» трилера «Надзвичайні історії», режисером якого був Луї Маль. Її партнером вдруге став Ален Делон. Як висловилася акторка, «коктейль Делон-Бардо» знову не став вибуховим. До того ж, Маль змусив Бардо грати у великій чорній перуці, що зовсім їй не личила і затуляла обличчя.
У 1968-у Едвард Дмитрик задіяв Бардо разом із Шоном Коннері у британському вестерні «Шалако», про конфлікт між європейцями-аристократами й американськими індіанцями. Як і «З радісним серцем», фільм не отримав жодного позитивного відгуку від критики, перш за все, через поганий сценарій і відсутність «хімії» між головними героями.
Надалі Бардо з'явилася в комедіях «Жінки» режисера Жана Ореля (1969) і «Ведмідь і лялька» з Жаном-П'єром Касселем — про притягання протилежностей.

### Останні кінороботи
Першим фільмом Бардо в 1970-х стала комедія «Послушниці» про пригоди черниці-утікачки й повії. Партнеркою Бардо стала відома комедіантка Анні Жирардо. Ідея об'єднати двох знаменитих акторок в одному фільмі здавалася вдалою — адже це спрацювало у фільмі «Віва Марія!». Однак через недосвідченість режисера Гі Касареля на зйомках панувало безладдя, постановка була непродуманою, діалоги постійно мінялися. Переглянувши знятий матеріал, Бардо й Жирардо зажадали заміни режисера. Бажаючих доробити фільм не знаходилося, поки, нарешті, не виручив Клод Шарболь. На думку критиків і самої Бардо, фільм вийшов поганим, хоча дует Бардо-Жирардо визнали вдалим.
Поки робота над «Послушницями» завершувалася, режисер Робер Енріко готувався до зйомок картини «Ромовий бульвар» і запросив на головні ролі Бардо й Ліно Вентуру. Це була складна, довга, професійно задумана пригодницька драма про життя контрабандистів спиртних напоїв під час сухого закону. Зйомки відбувалися винятково на натурі, часто на кораблі. Бардо втілила зірку німого кіно, а центрального героя, моряка Корнеліуса, зіграв Вентура. Бардо добре ладнала з режисером, знайшла підхід до відлюдкуватого Вентури, і зйомки принесли їй втіху. Фільм розцінюють останнім значним успіхом акторки.
Улітку 1971-го на околицях Мадрида проходили зйомки вестерну «Нафтодобувачки» Крістіана Жака з Бардо й Клавдією Кардинале в головних ролях. Сцени, в яких Бардо зображала спритну вершницю, далися їй важко, оскільки вона, на відміну від Кардинале, практично не вміла їздити верхи. Сцену з бійкою героїнь наприкінці фільму знімали протягом цілого тижня. Попри добру гру акторок, фільм визнали ще менш вдалим, аніж «Послушниці».
Кар'єра Бардо пішла на спад — фільми з її участю ставали дедалі менш успішними. У середині 1960-х їй платили багатомільйонні гонорари, а тепер вона в середньому одержувала 800 тисяч франків за фільм. Вона розуміла, що її роль у кіно вичерпана. «Після 40-ка буде 50, потім 60. І я не хочу сумувати з приводу того, що мені не пропонують нових ролей. Якщо я не залишу кіно, кіно залишить мене» — сказала Бардо в той час. Але піти вона хотіла гідно. Саме тоді у Вадима виникла оригінальна ідея для нової картини — він хотів зобразити Дон Жуана у вигляді жінки, і головну роль запропонував Бардо. На відміну від «І Бог створив жінку», де Бардо грала «жінку-дитину», тут вона мала втілити жінку, яка насправді є чоловіком. Вадим уважав, що, позбувшись звичного стереотипу, вона зможе знайти своє нове «я» і востаннє утвердитися як серйозна акторка. Однак, як він сказав потім, «вона як і раніше почала підганяти свою героїню під Бріжит Бардо». Вийшла неповоротка драма з кількома незвичайними сценами, облаяна критикою після виходу. Тепер картину називають однією з найменш зрозумілих робіт Вадима.

### Вихід із кіно
Хоча «Дон Жуан» повинен був стати її останньою роботою, після нього Бардо виконала другорядну роль ще в одному фільмі — «Дуже веселій та добрій історії про Коліно» її подруги, продюсерки Ніни Компанієць. Дія фільму розгорталася в середньовіччі, і зйомки проходили в невеликому містечку Південно-Західної Франції. У перерві між зйомками Бардо купила в місцевої селянки козу, щоб урятувати її від забою, і коли принесла її із собою в готель, це викликало скандал. Саме тоді Бардо прийняла остаточне рішення піти з кіно. «Мені остогидло все це кривляння, мені стало зрозуміло, що я — бранка, усунута від дійсних життєвих цінностей. Моє заняття здалося мені незначним, непотрібним, гідним осміяння. В мене було тільки одне життя, і я повинна була прожити його по-своєму!», — згадувала вона той час. В останньому кадрі свого останнього фільму вона з'явилася зі птахою на руці, що на її думку символізувало початок її нового життя, присвяченого захисту тварин.
17 червня 1973 року Бріжит Бардо оголосила про завершення кінокар'єри — і присвятила життя боротьбі за права тварин. Відтоді вона більше не поверталася до кіно, незважаючи на привабливі пропозиції багатьох режисерів, і не шкодувала про своє рішення. За словами Бардо, акторська кар'єра відняла в неї найкращі роки життя; вона ніколи по-справжньому не цікавилася кіно й знімалася, головним чином, для заробітку. «Жінка, що знялася у всіх цих фільмах — не я, це хтось інший. Сьогодні моє життя цілком присвячене тваринам, і все, що було до цього — не моє»,— сказала вона в 1994-му. В 1996 році Бардо опублікувала автобіографію «Ініціали Б. Б.», у якій докладно розповіла про період життя до завершення кінокар'єри.

### Характеристика акторської творчості
Лише кілька картин із фільмографії Бардо пройшли випробування часом й вважаються класикою. Чимало з них забуті, інші згадуються тільки у зв'язку з ім'ям Бардо.
За час своєї кар'єри Бардо відкинула величезну кількість ролей, серед яких була Анжеліка в екранізації романів Анн і Сержа Ґолон, зіграна надалі Мішель Мерсьє. Її критерії вибору фільмів були своєрідними — нерідко вона погоджувалася на участь у картині не через сценарій, а через місце зйомок, режисера, продюсера або партнерів із фільму, які були їй симпатичними. Також Бардо навмисно віддавала перевагу легким ролям, у яких змогла б залишитися собою, а не грати персонажку, далеку від своєї особистості. На думку Кристини Гуз-Реналь, Жака Шар'є й Роже Вадима, у виборі фільмів Бардо не вистачало професійного чуття. Вона могла б працювати в набагато кращих фільмах, і її акторська кар'єра склалася б зовсім інакше, однак вона часто вибирала посередні фільми. Головною причиною цього була її байдужість до кіно.
За спогадами Ніни Компанієць, Бардо ніколи не поводилася як «зірка» й практично ніколи не давала волю своїм примхам на знімальному майданчику. Вона серйозно ставилася до роботи, але зніматися не любила, оскільки вважала це заняття малоприємним. Вона ненавиділа репетиції, хоча завдяки чудовій пам'яті завжди досконало знала свої репліки. Зазвичай головною проблемою було добитися від неї бажаного результату за перші пару дублів, поки вона ще грала з душею. Потім їй все починало набридати.
Сама Бардо говорила, що не була справжньою акторкою. «Я граю саму себе. Я не настільки велика акторка, щоб грати ще когось. Ось чому мені подобаються прості, навіжені, сексуальні ролі». «Я ніколи не влазила в шкіру своїх героїнь — замість цього я надягала на них свою». Із цим погоджуються Роже Вадим і Жан-Луї Трентіньян. Бардо не прагнула вдосконалювати акторську майстерність, бо ця професія ніколи не приносила їй справжнього задоволення й була, головним чином, засобом заробляти на життя.
Типовими амплуа акторки були звабливі, жваві юні жінки; наївні, безпосередні, іноді неспритні дівчата (Бабетта, черниця Аньєс з «Послушниць», Шушу з картини «Наречена занадто вродлива», Бріжит Лорьє з «Парижанки»), легковажні й сексуально розкріпачені жінки, що не зважають на загальноприйняті умовності й норми моралі (Жюльєт у фільмі «І Бог створив жінку», Єва з «Жінки й блазня», Іветта з «У випадку нещастя»). Акторськім здібностям Бардо більш за все підходили фільми у жанрі романтичної комедії. За її словами, комедії «Парижанка» й «Ведмідь і лялька» були одними з небагатьох її картин, якими вона по-справжньому пишалася.
На думку критики, Бардо продемонструвала драматичний талант у фільмах «Істина» й «Зневага».
В «Істині» героїня Бардо, молода фривольна жінка, у нападі ревнощів убиває свого коханця, і основна дія фільму відбувається у залі суду. Однією з найкращих була сцена, де вона виступила з довгим емоційним монологом на свій захист. Трагедійну роль Бардо виконала блискуче почасти тому, що в той час у її житті розгорталася особиста драма. До того ж, режисер Клузо навмисно тримав її в стані депресії, постійно проводив паралелі між її життям і життям її героїні — обидві засуджені суспільством і сприймаються як втілення розпусти й аморальності, обидві залишилися на самоті. Також під впливом партнера з фільму Самі Фрея, з яким у Бардо почався роман, вона стала старанніше ставитися до репетицій і перестала конфліктувати із Клузо. У результаті вийшов фільм, завдяки якому Бардо одержала Гран-прі Європи й була названа найкращою акторкою в кількох країнах. «Істина» була єдиним її фільмом, який вона подивилася під час ретроспективи Бардо в Парижі в 1988 році. Ця роль є її улюбленою кінороботою.
Стосовно картини «Зневага», класики французької нової хвилі й найкращої картини Бардо на думку фахівців, вона сказала, що почувалась трохи чужою цьому фільмові. Вона лише виконувала чіткі вказівки Годара й не вклала в роль нічого від себе.
Іншим значним фільмом Бардо вважають кримінальну драму «У випадку нещастя». Популярністю користуються комедії «Це прокляте дівчисько», «Парижанка», «Потанцюєте із мною?», «Бабетта йде на війну» — ці картини розцінюють прийнятними для широкої аудиторії, оскільки їм не властиві еротизм, розбещеність та феміністський підтекст інших робіт Бардо.

## Музична діяльність
У фільмі «Майбутні зірки» Бардо співала під чужу фонограму, оскільки не мала вокальних навичок. У картині «Доктор на морі» вона співала голосом Джил Дей. Під час зйомок фільму «Ювеліри місячного світла» в Іспанії Бардо купила гітару й вивчила акорди. На початку 1960-х за порадою друзів, музикантів-піснярів Жана-Макса Рив'єра та Клода Боллена, зайнялася співом і записала кілька пісень. «З кожним днем мій белькіт ставав дедалі музичнішим, і фальшиві ноти тушувалися перед нахабністю, що поступово брала верх над хворобливою боязкістю мого триклятого характеру», розповідала співачка про той період. Едді Баркдай, власник великої французької студії звукозапису, де Бардо записала кілька пісень, сказав про її здібності: «Вона не скільки співала, скільки розповідала пісню. Чесно кажучи, голосок у неї досить слабенький. Але Бог нагородив її рідким умінням донести пісню до слухача».
У 1960-му Бардо видала альбом попмузики Inside Brigitte Bardot. Надалі вийшло ще кілька її платівок, включно із Brigitte Bardot Sings (1963), В. В. (1964) і Special Bardot (1968) (французькі й міжнародні видання мають різні назви чи альтернативний список пісень). Бардо співала французькою, англійською, іспанською мовами. Після відпочинку в Бразилії з Бобом Загурі записала португаломовну «Maria Nimguem» у стилі боса нова. Вона виконала пісні в кількох своїх фільмах — «Віва Марія!», «Ромовий бульвар» та інших.
У 1967 році Бардо знялася у телефільмі, який продюсував Боб Загурі. Це була серія з 17 відеокліпів на пісні, виконані Бардо, кожний з яких містив власну коротку історію. Серед пісень була відома Harley Davidson, написана Сержем Гейнсбуром. Надалі він написав для Бардо ще кілька пісень, і деякі з них вони записали разом — Comic Strip, Bonnie and Clyde, Je t'aime moi non plus. Остання, повільна балада з сексуальним підтекстом, була написана Гейнсбуром спеціально для Бардо, коли між ними був роман. Пісня була записана, але за наполяганням Бардо її не випустили — щоб уникнути можливого скандалу. У 1969-му Гейнсбур перезаписав пісню зі своєю новою коханкою, співачкою й акторкою Джейн Біркін, а первісна версія з Бардо вийшла тільки в 1986 році.
У 1970-му Бардо записала Le soleil de ma vie дуетом зі Саша Дістелем — франкомовну версію пісні Стіві Вандера You are the Sunshine of My Life.
Найвідоміші композиції в її виконанні: Harley Davidson, Contact, Nu au soleil, Tu Veuz Ou Tu Veux Pas?, L'Appareil A Sous, La madrage, Bonnie And Clyde. На пісні Бардо знято численні відеокліпи. Майже всі кліпи та записи музичних шоу за її участю зібрано на DVD Divine B.B..

### Вибрана дискографія
Вказано французькі, англійські, міжнародні видання:
- 1960: Inside Brigitte Bardot (Warner Bros)
- 1963: Brigitte Bardot (Philips)
- 1963: Brigitte Bardot Sings (Philips)
- 1964: B.B. (Virgin France)
- 1967: Brigitte Bardot Show 67 (Mercury France)
- 1968: Bonnie and Clyde, із Сержем Гейнсбуром
- 1968: Brigitte Bardot Show (Mercury)
- 2003: Brigitte (Universal International)
- 2006: Brigitte Bardot, збірник пісень 1969—1973 років

## Захист прав тварин

Бріжіт Бардо в 2002 році під час поїздки до Ніцци

Ще 1962 року Бріжит Бардо першою з французьких знаменитостей засудила жорстокі методи забивання худоби на бійнях — без попереднього оглушення, коли тварини вмирали довгою болісною смертю. Після тривалої кампанії Бардо домоглася забороною урядом застарілих методів забою тварин і ухвалення ним акту, за яким м'ясники зобов'язані використовувати швидкодіючі електрошокові пістолети.
Після завершення кінокар'єри Бріжит Бардо вирішила використовувати свою популярність і вплив для пропагування й захисту прав тварин.
1977 року Бардо розпочала активну кампанію проти винищування морських котиків у Східній Канаді. Фотографії закривавлених котиків на снігу облетіли світ, Бардо привернула увагу світової громадськості до цієї проблеми. Надалі вона стала відомою супротивницею мисливського промислу, півнячих і собачих боїв, кориди, вживання в їжу конини, торгівлі хутром, боролася за гуманніше поводження з тваринами в зоопарках, виступала проти використання тварин у медичних експериментах. Активізм не завжди давався їй легко, вимагаючи багато сил та відваги — й приніс їй чимало ворогів, зокрема серед мисливців. Але зусилля були плідними: наприклад, заборона торгівлі хутром морських котиків в багатьох країнах світу є повною мірою досягненням Бардо.
Прагнучи заручитися підтримкою уряду, у жовтні 1984 року Бардо разом із другом-активістом Аленом Бургеном-Дюбуром пішла на прийом до президента Франції Франсуа Міттерана. Той не зміг відмовити в прийомі настільки знаменитій особі. Бардо й Бурген-Дюбур представили президентові список з 30 невідкладних заходів, утілення яких необхідне для захисту й поліпшення умов життя тварин. Міттеран виявив зацікавленість цими проблемами. Фотографії президента з Бардо та Дюбуром в Єлисейському палаці були опубліковані у всіх місцевих друкованих виданнях. Однак відтоді жодного із запропонованих заходів так і не було реалізовано.
1986 року заснувала «Фонд Бріжит Бардо» з охорони тварин. Продавши на аукціоні свої коштовності й особисті речі, Бардо зібрала 3 мільйони франків, потрібних для відкриття організації, а також віддала фонду свій будинок «Мадраґ» (відтоді мешкає то в будинку в місті Базоші, то в паризькій квартирі). 1992 року Державна рада визнала фонд Бардо «підприємством суспільної корисності» (фр. utilité publique). Головною метою фонду є боротьба з виловом диких тварин (для цирків і зоопарків), вживанням у їжу кінського м'яса, хутряним промислом, використанням тварин у медичних і промислових експериментах, браконьєрством, полюванням на тюленів і китів, а також захист вимираючих видів тварин. Фонд сприяв створенню притулків для слонів і приматів у Африці, коал в Австралії і танцюючих ведмедів у Болгарії. Учасники фонду намагаються виявляти й припиняти будь-які випадки жорстокого поводження із тваринами, нерідко через суд. На 2008 рік Фонд Бардо одержує пожертви від 57 тисяч людей з 60 країн світу, і має 323 інспектори. Головний офіс розташований у Парижі, де працює 30 осіб персоналу.
Також бере участь в організації із захисту морської фауни Морський пастух.
З 1989 по 1992 рік на французькому телебаченні було показано цикл із 13 передач SOS Animaux, підготовлених Бардо від імені фонду й спродюсованих Роланом Кута й Жаном-Луї Ремійо. Її метою було змусити співвітчизників усвідомити, яких страждань зазнають тварини. У першій із циклу передач, «Врятуймо слонів!», Бардо розповідала про неприємні факти, пов'язані з добуванням слонової кістки. Інші програми висвітлювали проблеми незаконної торгівлі тваринами й полювання, експерименти над тваринами, кориду, долю морських ссавців, людиноподібних мавп і коней. Програми містили безліч шокуючих відеоматеріалів.
1993 року фонд «Ковчег» заснував щорічну міжнародну нагороду Бріжит Бардо за найкращий фільм про тварин. Нею відзначають знімальні групи, які за допомогою кіномистецтва зробили значний внесок у справу охорони тварин. Бардо особисто бере участь у виборі переможця, але завжди відмовлялася приїхати на церемонію вручення нагород у Голлівуді.
1999 року Бардо написала відкритого листа китайському главі держави, опублікувавши його у французькому журналі VSD, у якому звинуватила китайців у вбивстві тигрів і носорогів для виготовлення афродизіаків і «знущанні над бурими ведмедями», чию жовч використовують у традиційній медицині.
Бардо пожертвувала понад 140 тисяч доларів на програму масової стерилізації й притулку для бродячих собак Бухаресту, яких налічувалося понад 300 тисяч. Фондом Бардо засновано пересувну ветеринарну клініку, яка займається стерилізацією й вакцинацією бездомних тварин у країнах Східної Європи.
2002 року, під час чемпіонату світу з футболу в Південній Кореї та Японії, Бардо закликала бойкотувати продукцію корейського виробництва на знак протесту проти вживання в Кореї в їжу м'яса собак і котів. Після цього їй надіслали кілька тисяч листів з погрозами смерті.
У березні 2006-го, попри артроз лівого стегна, Бардо поїхала до Канади, щоб приєднатися до акції протесту проти поновлення полювання на морських котиків. Канадський прем'єр-міністр Стівен Гарпер відхилив її прохання про візит. Бардо підтримали Пол Маккартні, Гезер Міллз і Памела Андерсон, які також взяли участь у кампанії.
У лютому 2008-го Памела Андерсон відвідала Фонд Бріжіт Бардо в Парижі. На прохання Бардо (яка через хворобу не може подорожувати) вона провела прес-конференцію й виступила із публічним засудженням полювання на морських котиків і торгівлі хутром. У цьому ж році Фонд провів кампанію проти вживання конини.
На початку жовтня 2008 року Бардо опублікувала відкритого листа Сарі Пейлін, губернаторці штату Аляска й кандидатці від республіканців на пост віце-президента США. У ньому вона зі властивою їй прямолінійністю звинуватила Пейлін у безвідповідальному ставленні до навколишнього середовища Аляски та в нерозумінні світових проблем, виразила обурення з приводу того, що Пейлін виступає за буріння нафтових свердловин в Арктиці, є прихильницею полювання, не робить нічого для охорони білих ведмедів. Вона також заявила: «Заперечуючи відповідальність людей за глобальне потепління, виступаючи за носіння зброї й роблячи заяви, що шокують своєю дурістю, ви ганьбите жінок, бо ви самі є страшною небезпекою, справжньою екологічною катастрофою».
28 вересня 2009 року, у свій 75-й день народження, Бардо виступила із проханням до італійської акторки Софі Лорен відмовитися від носіння хутра. За її словами, це було б найкращим подарунком, який Лорен змогла б їй зробити.
Діяльність Бріжит Бардо із захисту тварин зустрічала спротив; зокрема, з неї насміхалися, обзивали нацисткою, погрожували смертю, тягали по судах тощо.

## Політика
Чоловік Бардо Бернар д'Ормаль у минулому працював кінопрокатником в Африці, а в 1990-х був радником Жана-Марі Ле Пена, голови французької партії «Національний фронт». Сам він стверджував, що не є членом НФ і допомагав Ле Пену тільки як давній друг. Однак відтоді в пресі імена Бардо й д'Ормаля пов'язували з Національний фронтом. Бардо завжди заявляла, що вона аполітична й не належить до жодної партії. Проте відомо, що у 1960-х вона підтримувала французького президента Шарля де Голля. У 2000-х Бардо висловлювала підтримку Ле Пену.
Під час президентських виборів у Франції в 2007 році Бардо, втомлена від того, що її ім'я постійно пов'язують із Ле Пеном, виступила із заявою, що ніколи не була членом ані «Національного фронту», ані будь-якої іншої політичної партії. Вона також сказала, що не голосуватиме на виборах, бо жоден з 12 кандидатів у президенти не зацікавлений проблемами тварин.
Під час президентських виборів у США 2008 року Бардо різко скритикувала кандидатку Сару Пейлін і висловила надію, що американці виберуть у президенти демократа Барака Обаму.

## Контраверсії та судові позови
Ставши об'єктом ідолопоклонства, Бардо також часто зазнавала жорсткої критики, зокрема з боку клерикалів й консерваторів. Її називали не тільки еталоном краси й жіночності, але й «втіленням гріха й розпусти». На Всесвітній виставці в Брюсселі в павільйоні Ватикану її фотографії символізували «порочний дух плоті» — батько Бардо через суд домігся їхнього вилучення звідти. Проте через кілька років, в 1970-му, Бардо стала першою жінкою, яку вибрали моделлю для погруддя Маріанни — офіційного символу Франції.
Бардо критикували за її спосіб життя. Після її сенсаційного одруження із Гюнтером Захсом в 1966 році католицький священник опублікував відкритий лист Бардо, в якому обвинуватив її у відсутності зрілості і несерйозному ставленню до шлюбу, критикував її за часті зміни партнерів, і заявив, що таким способом життя вона згубно впливає на своїх наслідувачок.
Залишивши акторську професію, Бардо почала активістську діяльність, проте й тут її неодноразово критикували. Бардо звинувачували в мізантропії в її активістській діяльності: що проблеми тварин для неї важливіші від проблем людей. Бардо відповідала, що, займаючись охороною тварин протягом багатьох років, досягла дуже малого, і якби при цьому займалася й проблемами людства, її досягнення були б ще меншими — тож вона воліє працювати в одній конкретній сфері. Також на її думку «від жорстокості до тварин до жорстокості до людей один крок. Війна пішла від полювання», тому людина повинна насамперед навчитися гуманному поводженню з тваринами.
| Я все більше помічаю, що так звані людські істоти насправді не є людськими. Жодної емпатії, жодного співчуття, схоже, в них немає душі (за рідкісними винятками).[8] |
З 1970-х Бардо, одночасно з діяльністю із захисту тварин, брала участь у багатьох судових процесах. Вона подавала в суд на видавництва, журналістів, комерційні підприємства — будь-кого, хто, на її думку, очорняв або несумлінно використовував її ім'я, образ, голос, фотографії. У суді її представляв адвокат Жиль Дрейфус, який у 1962 році займався її розлученням із Шар'є, йому вдавалося відсуджувати для Бардо чималі гроші. При цьому й самій Бардо неодноразово доводилося виступати в ролі відповідачки в суді.
1981 року її викликали до суду за наклеп і вербальні образи після того, як вона обвинуватила місцеву квіткарку в жорстокому вбивстві кішки — з'ясувалося, що це зробив син квіткарки. У 1989 році Бардо надала притулок віслюкові свого сусіда на час його від'їзду, і каструвала тварину без дозволу господаря, посилаючись на агресивність віслюка і «домагання» до її власної віслючихи й старої кобили. До того ж, Бардо відмовилася віддати віслюка. За це сусід викликав її в суд разом із ветеринаром, який кастрував тварину. Цей судовий позов, широко висвітлюваний місцевими журналістами, закінчився в 1992 році перемогою Бардо.
З початку 1990-х Бардо відкрито критикувала мусульманські ритуальні вбивства тварин, імміграцію й іслам у Франції, сучасне суспільство та міжрасові шлюби. За її словами її наміром було «сказати вголос те, що інші лише мають на думці». Як наслідок, її 5 разів засуджували за «розпалення міжрасової ненависті». 1997 року Бардо оштрафували за коментарі про «перенаселення Франції іммігрантами, зокрема мусульманами», опубліковані в газеті «Le Figaro», а в 1998-му засудили за заяву про зростаючу кількість мечетей у Франції.
В автобіографії «Le Carre' de Pluton» (1999) Бардо критикувала мусульманський фестиваль Ід аль-адха, під час якого заколюють овець. У розділі «Відкритий лист моїй пропащій Франції» вона написала: «…моя країна, Франція, моя батьківщина, моя земля знову заповнена натовпом чужоземців, зокрема мусульманами». За це в червні 2000 року французький суд оштрафував Бардо на 30 тисяч франків.
У своїй книзі «Крик у тиші» (2003) Бардо попереджала про «ісламізацію Франції» і сказала про переселення мусульман: «За останні 20 років ми поступилися підпільному, небезпечному й некерованому проникненню, що не тільки суперечить нашим законам, але й намагатиметься згодом нав'язати нам свої». Окрім цього, вона критикувала парад гомосексуалів Gay Pride, i назвала сучасних геїв «ярмарковими виродками». Також вона висловила невдоволення тим, що уряд матеріально допомагає іммігрантам, «у той час, як стільки французьких громадян живуть в злиднях», та закликала до повернення смертної кари для дітовбивць.
У травні 2003 року Рух проти расизму й за дружбу між народами оголосив, що подасть у суд на Бардо. Голова руху назвав книгу Бардо «неприпустимою», «справжнім закликом до расизму, дискримінації й насильства». Проти Бардо також виступила Ліга з прав людини.
10 червня 2004 року французький суд учетверте засудив Бардо за «розпалення расової ненависті» й оштрафував її на 5000 євро, посилаючись на такі фрази в книзі «Крик у тиші», як: «ісламізація Франції», «підпільне й небезпечне проникнення ісламу», «змішання генів».
Бардо заперечувала звинувачення у расизмі й сказала на судовому засіданні: «Я ніколи не хотіла нікого навмисно образити — це не властиво моєму характерові». Вона надіслала листа у французький журнал для гомосексуалів, в якому говорила: «За винятком мого чоловіка, — який, можливо, теж коли-небудь змінить орієнтацію, — я цілком і повністю оточена гомо. Протягом багатьох років вони були моєю підтримкою, моїми друзями, моїми всиновленими дітьми, моїми сповідниками».
2008 року Бардо знову отримала виклик у суд «за збурювання ненависті на расистському ґрунті». Приводом став її лист від грудня 2006 року тодішньому міністрові внутрішніх справ Ніколя Саркозі, оприлюднений на її вебсайті. У ньому вона виступила проти ритуального перерізання горла баранам на мусульманському святі, при якому тварин не оглушують попередньо, і додала, що їй набридло «потурання ісламському населенню, що руйнує Францію, насаджуючи свої традиції».
Адвокат Бардо наполягав, що її слова були вирвані з контексту її діяльності із захисту тварин і помилково витлумачені як нападки на іслам, у той час як її критика була спрямована, перш за все, на жорстоке поводження з тваринами.
Суд закінчився 3 червня 2008 року найбільшим штрафом у її житті — 15 тисяч євро. З 1997 року це вже п'ятий і найбільший штраф у її житті.

## Особисте життя

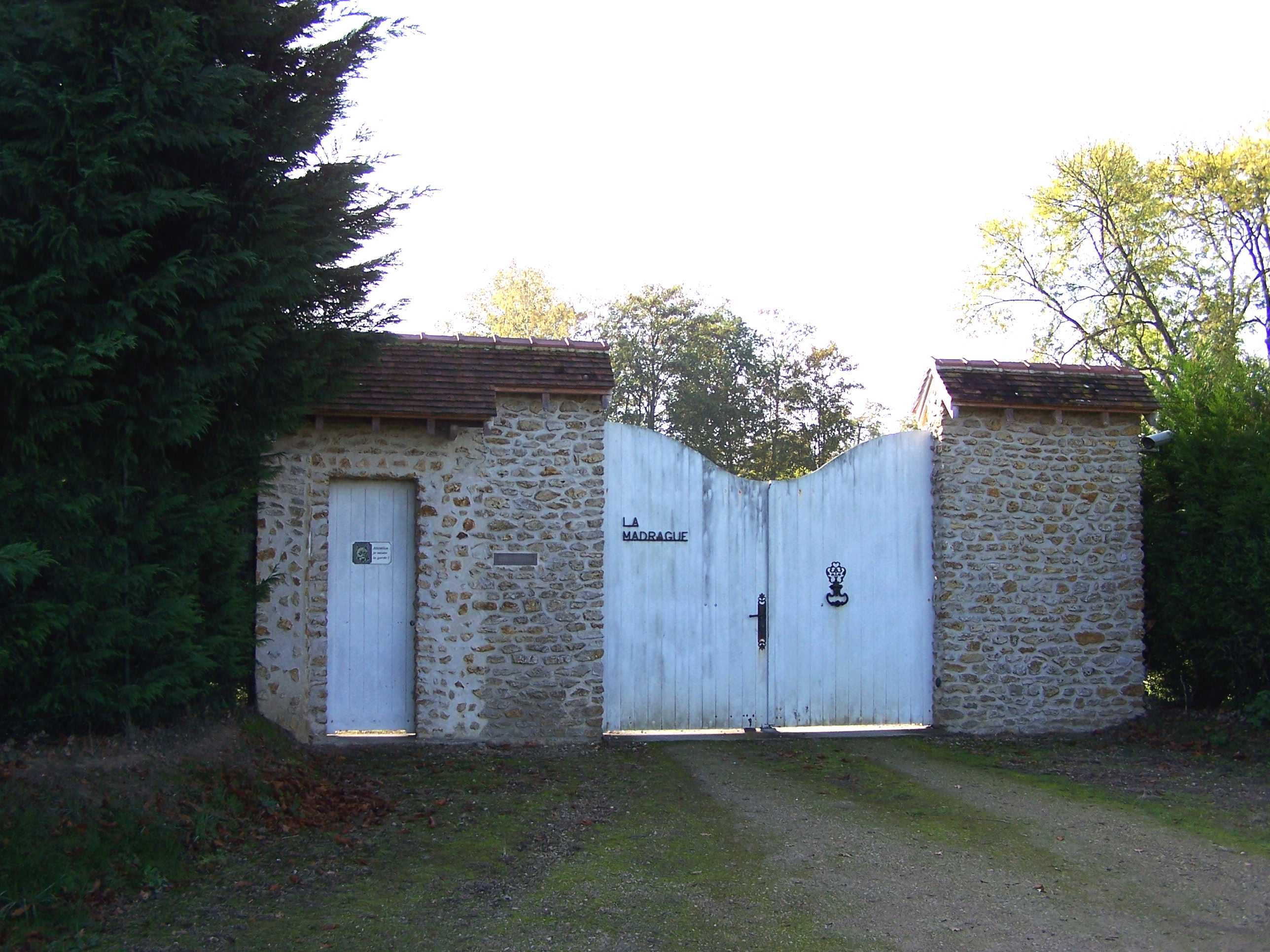
Вхід до вілли Бардо «Мадраґ» у Сан-Тропе, яка тепер належить «Фонду Бріжит Бардо».

Бардо почала зустрічатися з Роже Вадимом незабаром після знайомства в 1950-му. Добившись дозволу батьків, наприкінці 1952 року одружилася з ним (православний Вадим перейшов для цього в католицтво). Після весілля оселилися у квартирі, подарованій батьками Бардо. Вадим значно вплинув на становлення особистості Бріжит — за її словами, він учив її «абсолютно всьому», незабаром після знайомства пообіцяв зробити з неї зірку. Попри думки критиків, що Вадим «створив Бардо», він сам заявив, що хоча допомагав їй порадами і його зв'язки в пресі сприяли її просуванню до слави, своїм успіхом Бардо зобов'язана перш за все своїм особистим рисам — чарівності, життєрадісності, почуттю гумору, граційності та вмінню розкуто триматися з журналістами. Згодом їхні відносини стали винятково дружніми — за словами Бардо, «побут розбив кохання». Під час зйомок фільму «І Бог створив жінку» у 1956 році вона почала зустрічатися із Жаном-Луї Трентіньяном і незабаром розійшлася з Вадимом. Новий роман широко висвітлювала бульварна преса. В 1958-му вони розлучилися — Жана-Луї забрали в армію, і Бардо зійшлася з музикантом Жильбером Беко, разом з яким готувала новорічне шоу. Беко був одружений, і стосунки з ним швидко закінчилися.

Бріжит Бардо зі своїм другим чоловіком Жаком Шар'є у фільмі «Бабетта йде на війну» (1959).

Скандальна слава Бардо привела до тимчасового охолоджування її стосунків з батьками. За її словами, вони вважали її «ганьбою сім'ї», тоді як її сестрою Міжану, яка отримала диплом і вдало одружилася, вони пишалися.
У травні 1958 року Бардо придбала віллу Мадраґ у Сен-Тропе на півдні Франції. Влітку того року вона почала стосунки з невідомим тоді музикантом Саша Дістелем, який завдяки цьому роману вмить став зіркою. Вони розлучилися після того, як під час зйомок фільму «Бабетта йде на війну» (1959) Бардо зблизилася з молодим актором Жаком Шар'є. Вона завагітніла від Шар' і 18 червня 1959 року одружилася з ним. Мерія була заповнена репортерами, яких ледь стримував ланцюг жандармів.
Всі ці стосунки розгорталися протягом невеликого відтинку часу, і преса, зацікавлена такими темпами розвитку особистого життя Бардо, уважно стежила за нею й коментувала кожний її крок.
Останні місяці вагітності Бардо провела вдома за запнутими шторами, практично не виходячи — оскільки будинок був цілодобово оточений натовпом папараці, деякі з них сиділи з фотокамерами на дахах сусідніх будівель навпроти її вікна. Вона була змушена народжувати вдома, побоюючись, що фотографи зупинять машину «швидкої допомоги» або ввірвуться в клініку. Після народження сина Ніколя-Жака 11 січня 1960 року, преса обступила будинок щільною облогою — родина Бардо чекала на штурм і не була певна, чи зможуть жандарми його стримати. Вони були змушені впустити у квартиру свого знайомого фотографа, який зробив серію фотографій[недоступне посилання з червня 2019] і за великі гроші продав їх пресі.
Ще до народження дитини Шар'є забрали в армію. Не бажаючи воювати в Алжирі, він почав симулювати психічний розлад, голодував, і це призвело до справжнього нервного виснаження та спроби суїциду. Врешті його комісували, але нервовий Шар'є почав скандалити у сім'ї. Шар'є, який виріс у патріархальній родині полковника й мав консервативні погляди на шлюб, хотів мати «традиційнішу» сім'ю й намагався заборонити Бардо зніматися. Бардо не збиралася міняти способу життя — після пологів вона продовжила зніматися, одночасно доглядаючи за сином та хворим чоловіком. За автобіографією Бардо, сварки з Шар'є кілька разів закінчувалися бійкою та привели її до спроби самогубства. Шлюб тривав недовго — після офіційного розлучення в 1962-му Бардо погодилася віддати сина на виховання в родину Шар'є. За словами Бардо, вона ніколи не хотіла бути матір'ю, оскільки вважала, що не може нормально дбати навіть про себе, й тому не змогла б стати гідною опорою дитині. Надалі вона шкодувала про це рішення, бо розлучення стало для сина важкою душевною травмою та значно ускладнило їхні взаємини. Бардо відновила близькі відносини з сином, коли той вже подорослішав.

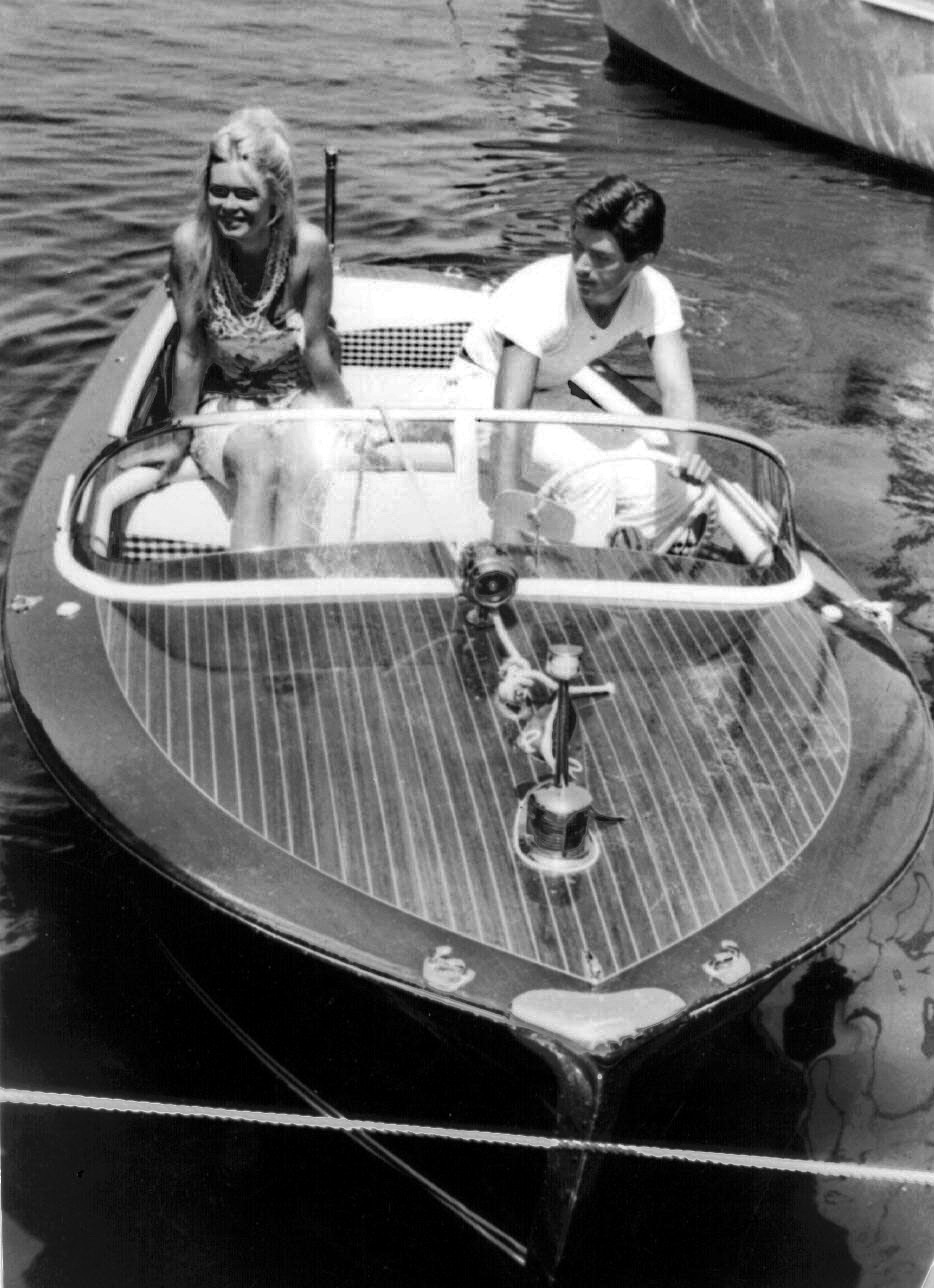
Бардо зі Самі Фреєм у Сан-Тропе, 1963.

Велика популярність, переслідування папарацці й фанів, постійне втручання в її приватне життя були важким тягарем для Бардо. Прибувши в будь-яке місце чи просто вийшовши з дому, вона негайно опинялася в оточенні репортерів. Коли зйомки фільмів за її участю проходили на вулицях, збиралися величезні натовпи, які блокували дорожній рух, і в результаті зйомки переносилися до павільйонів. Папарацці й фанати всілякими способами вдиралися до її житла. На Бардо неодноразово нападали; в неї плювали, кидали каміння, загрожували фізичною розправою або вимагали грошей. Коли вона відвідувала свою дублерку в лікарні, у ліфті на неї накинулася санітарка й поранила виделкою — подібна сцена увійшла в автобіографічний фільм «Приватне життя». Бардо скаржилася, що її життя перетворилося на підпільне існування й стало нестерпним. Вона страждала від депресії та неодноразово намагалася вчинити самогубство, прийнявши снодійні пігулки. 28 вересня 1960 року, у свій 26-й день народження, вона прийняла велику дозу барбітуратів i порізала вени. Її в тяжкому стані знайшли сусіди й відвезли до госпіталю. Причиною цієї спроби самогубства було повне моральне спустошення через конфлікти та розрив з Шар'є, зйомки важкої трагедійної картини «Істина» та розлука з новим коханцем Самі Фреєм, партнером з фільму «Істина», якого теж призвали до армії.
Надалі Бардо мала романи з бразильським музикантом Бобом Загурі та співаком-піснярем Сержем Гензбуром. Обидва сприяли її музичній кар'єрі. Перший став продюсером її музичного шоу Special Bardot. З другим вона видала декілька хіт-синглів.
Влітку 1966-го у сен-тропезькому кафе Бардо познайомилася з німецьким мільйонером Гюнтером Захсом. Між ними розпочався роман, і 14 липня того ж року вона одружилася з Захсом у Лас-Вегасi. Проте вони значно відрізнялися характерами і способом життя — Бардо прагнула до простоти й спокою, а Захс постійно був в оточенні друзів, часто подорожував і відвідував різноманітні прийоми, любив розкіш. До того ж, до Бардо дійшли чутки, що Захс побрався з нею через парі. Врешті взаємна подружня зрада привела до розриву в 1968-му.
Наприкінці 1960-х і на початку 1970-х Бардо мала роман зі студентом Патриком Жилем. У 1970-х її партнерами були бармен Кристіан, актор-початківець Лоран Вега. У 1980-х була в близьких відносинах зі скульптором Мірко Брозеком. Після розчарована Бардо біля 8 років прожила сама, практично ні з ким не спілкуючись.
На початку 1980-х років у Бардо виявили рак молочної залози. Перенісши операцію, вона пройшла курс променевої терапії, який закінчився повним одужанням.
Син Бардо Ніколя вивчав економіку в Паризькому університеті, навчався гри на фортепіано. Коли йому виповнилося 22, кутюр'є П'єр Карден запросив його працювати моделлю. Під час роботи він познайомився з норвезькою моделлю й дочкою дипломата Анне-Лін Бйоркман. У 1984 році вони одружились й переїхали до Осло. У них народилися дві доньки, Анна-Камілла й Теа-Жозефіна. Залишивши модельний бізнес, Ніколя надалі працював у комп'ютерній сфері.
У липні 1992 року через спільного друга-адвоката Бардо познайомилася з Бернаром д'Ормалем. 16 серпня 1992-го, відвідуючи сім'ю Ніколя в Норвегії, побралася з д'Ормалем у невеликій місцевій церкві. Цей шлюб триває понині.
Восени 1996 року в Парижі вийшла автобіографія Бардо «Ініціали Б. Б.», яку вона писала понад 20 років. Книга, охарактеризована як «пристрасні, вигадливі, приголомшуючі своєю відвертістю мемуари», вмить стала бестселлером і була перекладена 23 мовами. У мемуарах Бардо описувала своє дитинство й юність, перші кроки в кіно, роки в зеніті слави й захід акторської кар'єри, показавши фасад і зворотній бік світу кіно. Вона також докладно розповіла про своє особисте життя. Зокрема, вона писала, що під час її вагітності Жак Шар'є неодноразово застосовував до неї насильство. Ці коментарі обурили Шар'є, і він опублікував власну книгу «Моя відповідь Бріжит Бардо», в якій розповів свою версію взаємин. У 1999 році Бардо видала другий том автобіографії, де розповіла про роки після кіно, зокрема про свою активістську діяльність.
Вегетаріанка протягом 40 років; її кредо — «хочете жити довго в доброму здоров'ї — ставайте вегетаріанцями!».

## Вплив

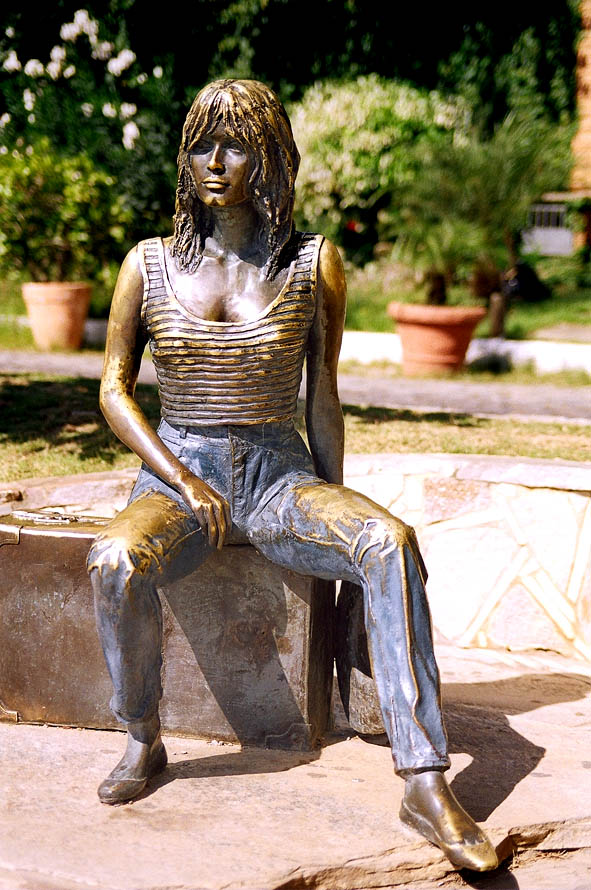
Статуя Бріжит Бардо у місті Бузіос, Бразилія

У 1950—1960 роках Бріжит Бардо вважалася найпривабливішою жінкою європейського кіно, законодавицею стилю й моди та одним з головних світових секс-символів нарівні з Мерилін Монро, Софі Лорен, Джейн Фондою. У післявоєнній консервативній Франції вона стала символом емансипації, сексуальної свободи, вільнодумства й бунтарства. Її називають провісницею жіночого руху у Франції, хоча сама акторка не брала в ньому участі. Одною із перших вона з'явилася оголеною на екрані та значно сприяла лібералізації кінематографу. У 2007 році британський кіножурнал Empire назвав Бардо однією із 100 найсексуальніших кінозірок усіх часів.
Про вплив Бардо писали, що вона «дала початок новому способу життя для свого покоління. Жодна акторка не викликала такого поголовного наслідування. Не тільки інші акторки, але й молоді дівчата в усьому світі наслідували її стиль, розпатлану зачіску, косметику, простий одяг, і, що не менш важливо, сприймали її зухвале — принаймні для 1950-х — переконання, що жінці дозволено віддаватися радостям життя й міняти коханих так же сміливо, як і чоловіку».
Особистість Бардо зацікавила знаменитих письменників Симону де Бовуар, Маргеріт Дюрасс і Жана Кокто, журналіста Франсуа Нуріссьє, які присвятили їй статті й монографії.
Бардо зробила значний внесок у моду. Вона популяризувала купальник бікіні, з'явившись у ньому на Каннському фестивалі та на екрані, у своїх ранніх фільмах. На весілля із Шар'є вона вдягла рожеву картату сукню[недоступне посилання з червня 2019], створену спеціально для неї модельєрами Луї Ферро й Жаком Естерелем, давши цим початок всесвітній тривалій моді на картатий одяг. Також Бардо приписують моду на чорну підводку для очей, зачіску «кисла капуста», вилинялий джинсовий одяг, шорти й безрукавки. У 1960-х Бардо випускала власну колекцію одягу «Мадраґ».
Вона також сприяла популяризації курортних міст Сен-Тропе і Бузіос (Бразилія). У першому жила з кінця 1950-х, у другому — відпочивала зі своїм бразильським коханцем Бобом Загурі у 1964 році. На честь Бардо в Бузіосі встановлено статую, створену Крістіною Мотта.
Ім'я Бріжит Бардо згадується як символ 1950-х у багатьох популярних піснях, включаючи композиції «I Shall Be Free» Боба Ділана, «I Think I'm Going to Kill Myself» Елтона Джона, «We Didn't Start the Fire» Біллі Джоела.
Бардо була ідеалом краси для молодих Джона Леннона і Пола Маккартні. Джордж Гаррісон та Рінго Старр теж називали її своєю улюбленою акторкою. Під час візиту до Лондону Бардо особисто зустрілася з Ленноном. «Бітлз» мали бажання зняти спільний художній фільм із Бардо, але ці плани не здійснилися.

### Ушанування
- Дизельний локомотив, який виробляли у Чехословаччині в 60-70-ті роки, отримав назву «Бардотка» на честь Бріжит Бардо — опуклі бампери на його передку виразно нагадували жіночі груди.[79]
- 17062 Бардо — астероїд, названий на честь акторки[80].

## Нагороди
| - 1957 : Премія Victoires du cinéma Français. - 1958, 1959, 1960, 1961 : Перший приз популярності. - 1960 : Гран-прі Європи найкращій акторці за роль у фільмі «Істина» - 1967: премія «Бембі» (Німеччина) - 1967, 1969: Премія Triomphe du cinéma français. - 1980 : Зірка Миру (французький орден) - 1980 : Медаль міста Трієст (Італія). - 1985 : Медаль міста Ліль - 1989 : Golden Ark Award (Нідерланди) - 1992 : Global 500 Roll of Honour, премія ООН - 1994: Велика медаль Парижа - 1994: Нагорода Love of Animals Award (Іспанія). | - 1995: Велика медаль міста Сан-Тропе - 1996: Медаль міста ла-Боль - 1996: Приз Поля Леато за книгу «Ініціали Б. Б.» - 1997: Приз К'янчіано (Італія) за книгу «Ініціали Б. Б.» - 1997: Нагорода за заслуги в галузі екології (Prix de l'écologie) клуба ЮНЕСКО в Додеканесе (Греція). - 1997: Медаль міста Афіни - 2001: Гуманітарна премія організації РЕТА (Люди за етичне ставлення до тварин, США) - 2002: Премія My Way (Австрія). - 2003: Премія «Незалежних інтелектуалів» за книгу «Крик у тиші». |

## Фільмографія
За 21 рік кінокар'єри Бріжит Бардо зіграла в 48 фільмах, 2 з яких — документальні. Вона також з'явилася в численних телепередачах і телефільмах, включно із «Cinépanorama», «Spécial Bardot» (1968), «Biography» Brigitte Bardot: Animal Attraction" (2003). Архівні записи за її участю використано у багатьох документальних фільмах.

## Виноски
1. ↑ Співзвучно з французьким словом bébé, «маля, крихітка».
2. ↑ Це стверджує Бріжит Бардо в автобіографії, однак згідно з іншими джерелами (Біографія Джеффрі Робінсона, allmovie.com) Аллегре не був задоволений Бардо, і вона не одержала цю роль.